# Caledoniscincus atropunctatus
Caledoniscincus atropunctatus är en ödleart som beskrevs av  Roux 1913. Caledoniscincus atropunctatus ingår i släktet Caledoniscincus och familjen skinkar. IUCN kategoriserar arten globalt som livskraftig. Inga underarter finns listade.